# Crematogaster opaca
Crematogaster opaca är en myrart som beskrevs av Mayr 1870. Crematogaster opaca ingår i släktet Crematogaster och familjen myror.

## Underarter
Arten delas in i följande underarter:
- C. o. cedrosensis
- C. o. opaca

## Bildgalleri

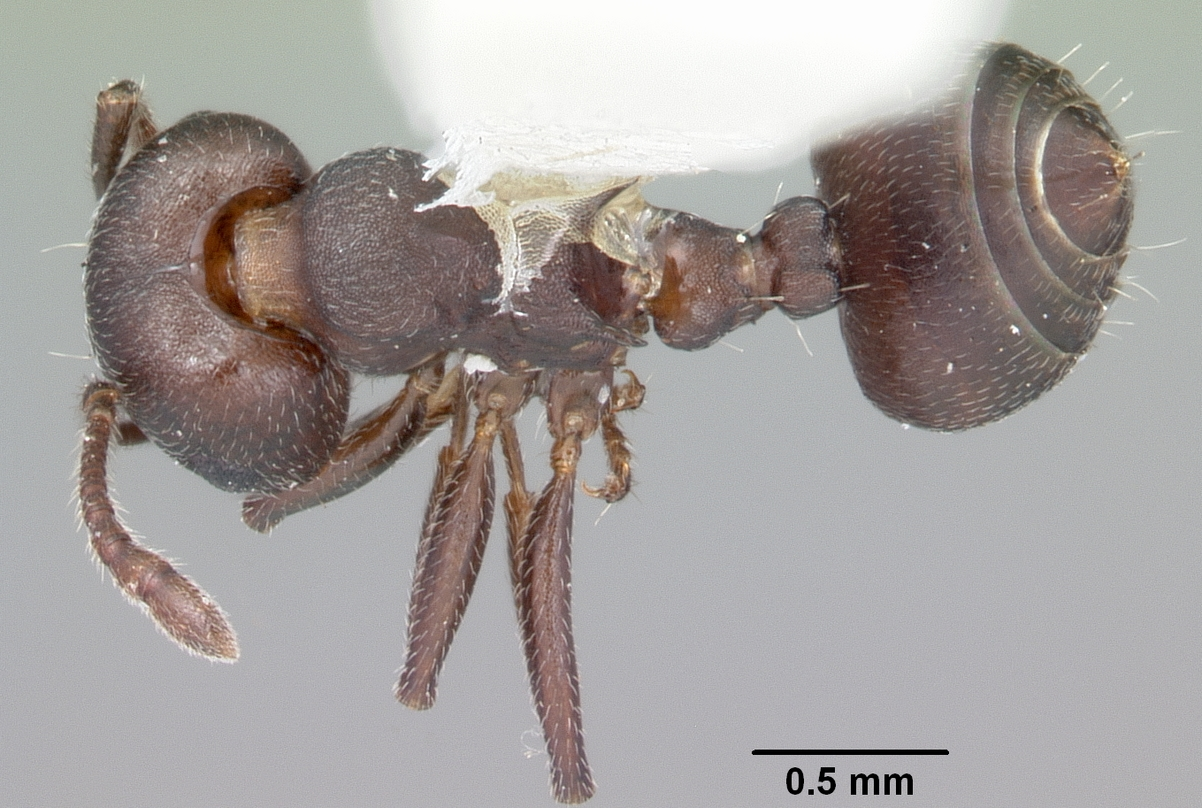
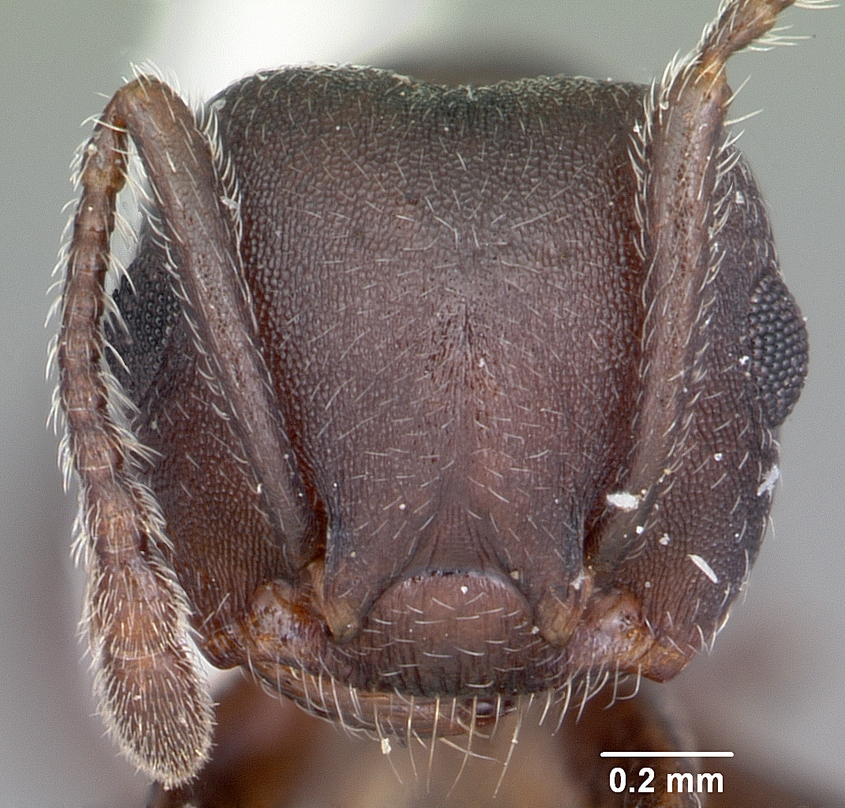
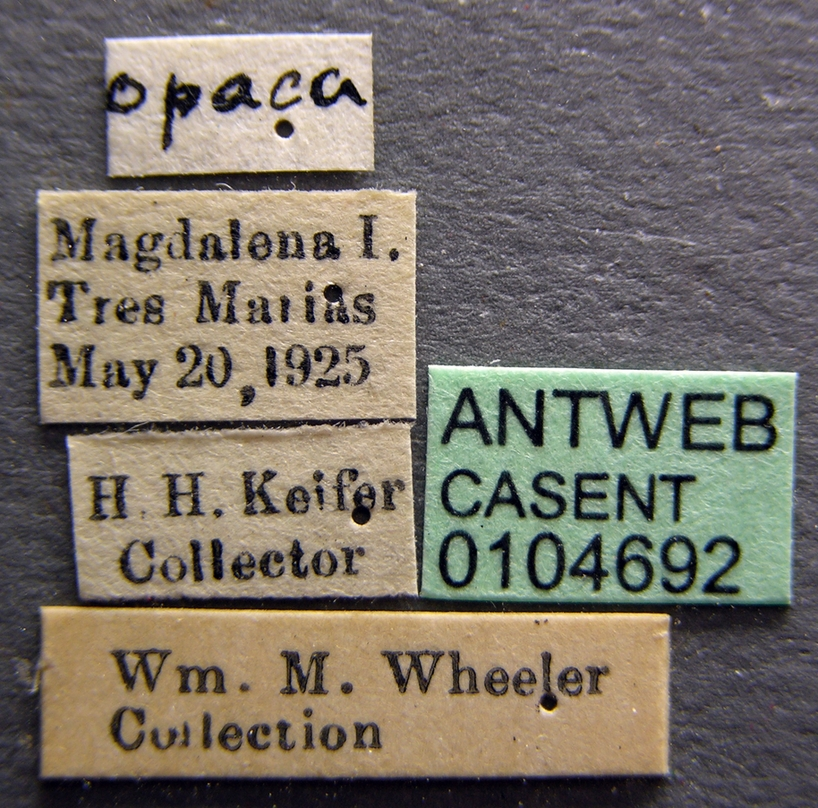
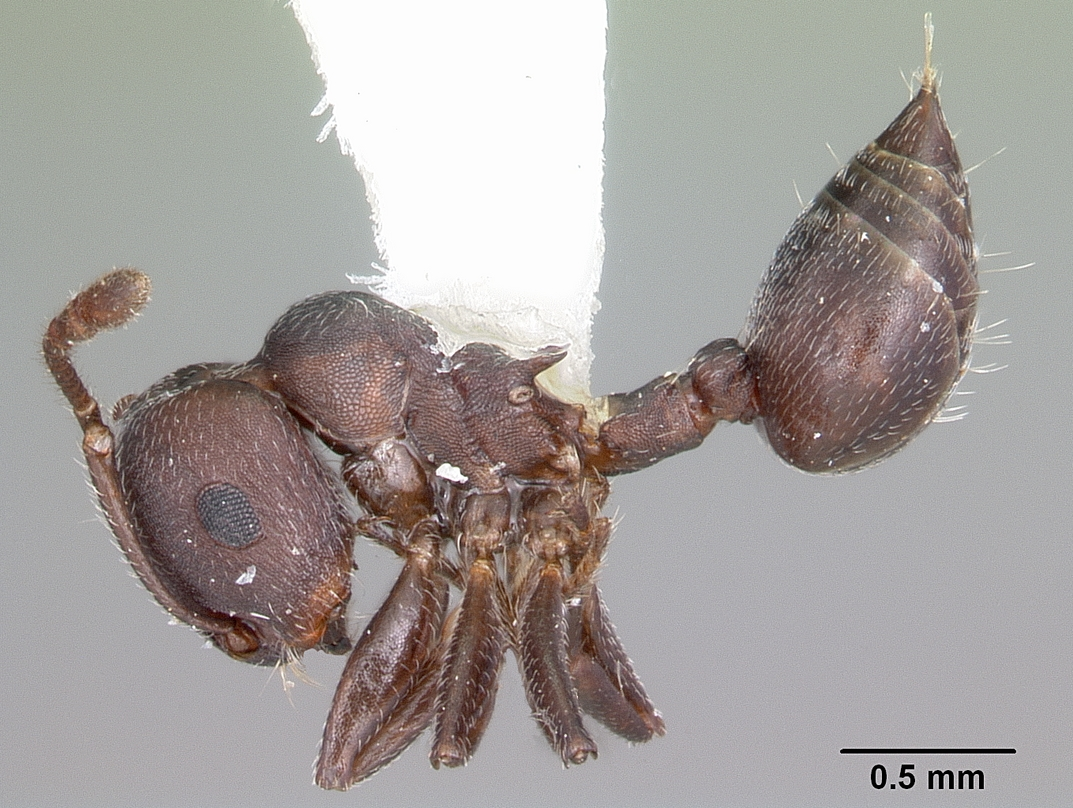
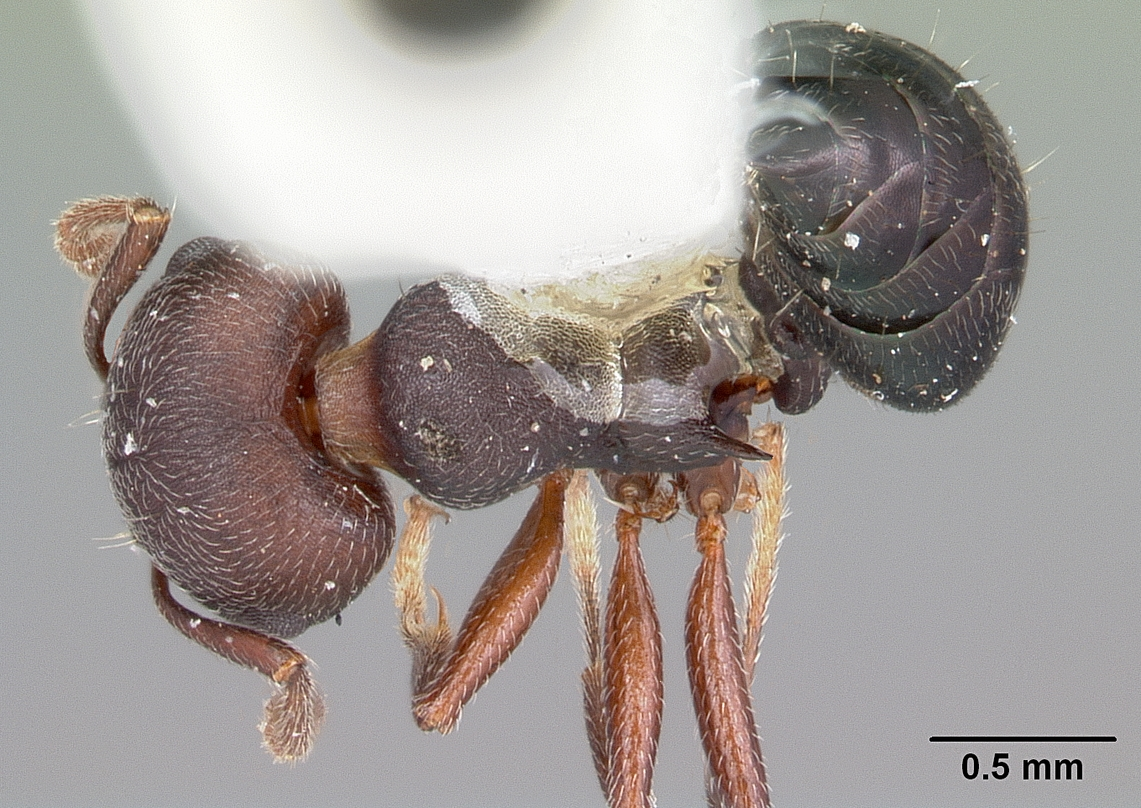
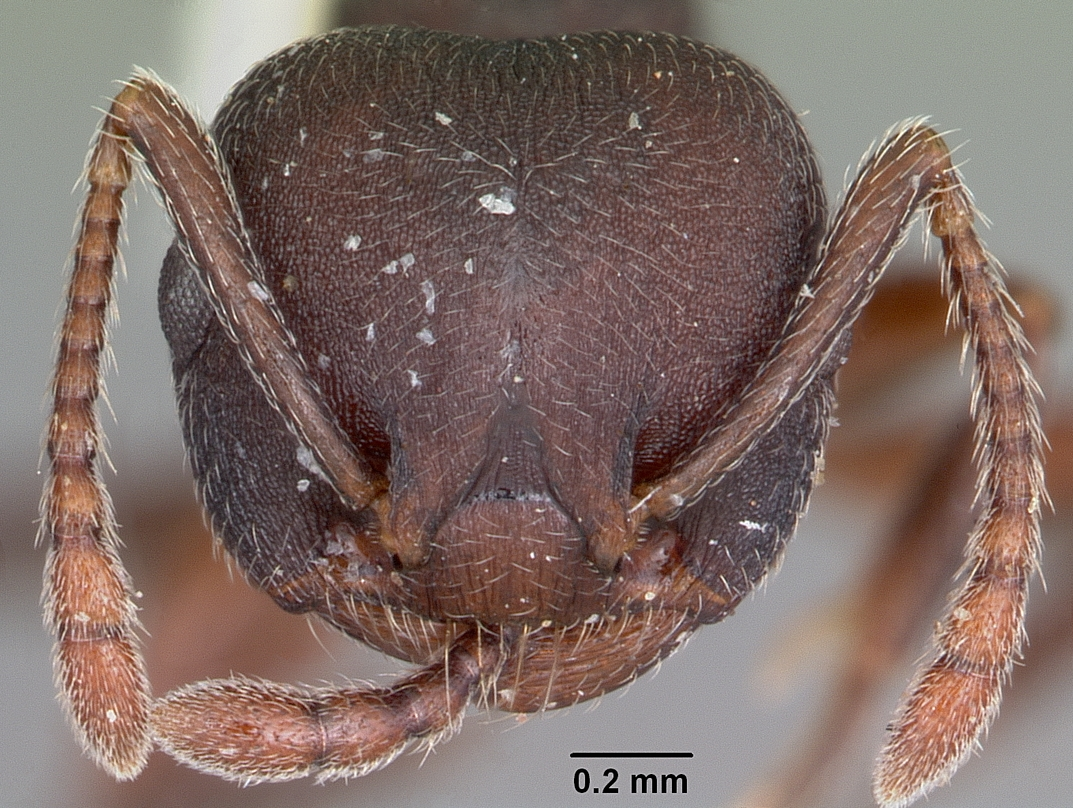